# Jean-Baptiste de Champaigne
Pour les articles homonymes, voir Champaigne.
Jean-Baptiste de Champaigne, né à Bruxelles le 10 décembre 1631, et mort à Paris le 27 octobre 1681, est un peintre français, neveu et élève du grand Philippe de Champaigne.

## Biographie
Né à Bruxelles, Jean-Baptiste de Champaigne gagne Paris en 1643, où son oncle le peintre Philippe de Champaigne, établi en France depuis 1621 et qui vient de perdre son fils unique, Claude, l'a appelé pour en faire son élève. Philippe de Champaigne va le former en même temps que Nicolas de Plattemontagne, dont le nom de famille originel était van Plattenberg. Le jeune garçon reçoit sa première formation dans l'atelier familial, puis parfait ses connaissances au cours d'un séjour à Rome, de 1658 à 1659. À son retour, il est associé aux chantiers royaux menés par son oncle, notamment dans l'appartement du roi au château de Vincennes. De même, il assura l'essentiel du décor de l'appartement du dauphin au palais des Tuileries.
Jean-Baptiste de Champaigne entre à l'Académie royale de peinture et de sculpture le 21 avril 1663, après avoir présenté son morceau de réception, Hercule couronné par la vertu et surmontant les vices et les passions, conservé au musée des beaux-arts de Lyon. Il est, comme son oncle, l'un des douze «anciens» fondateurs de l'institution, il participe très activement à sa vie en prononçant quatre conférences.

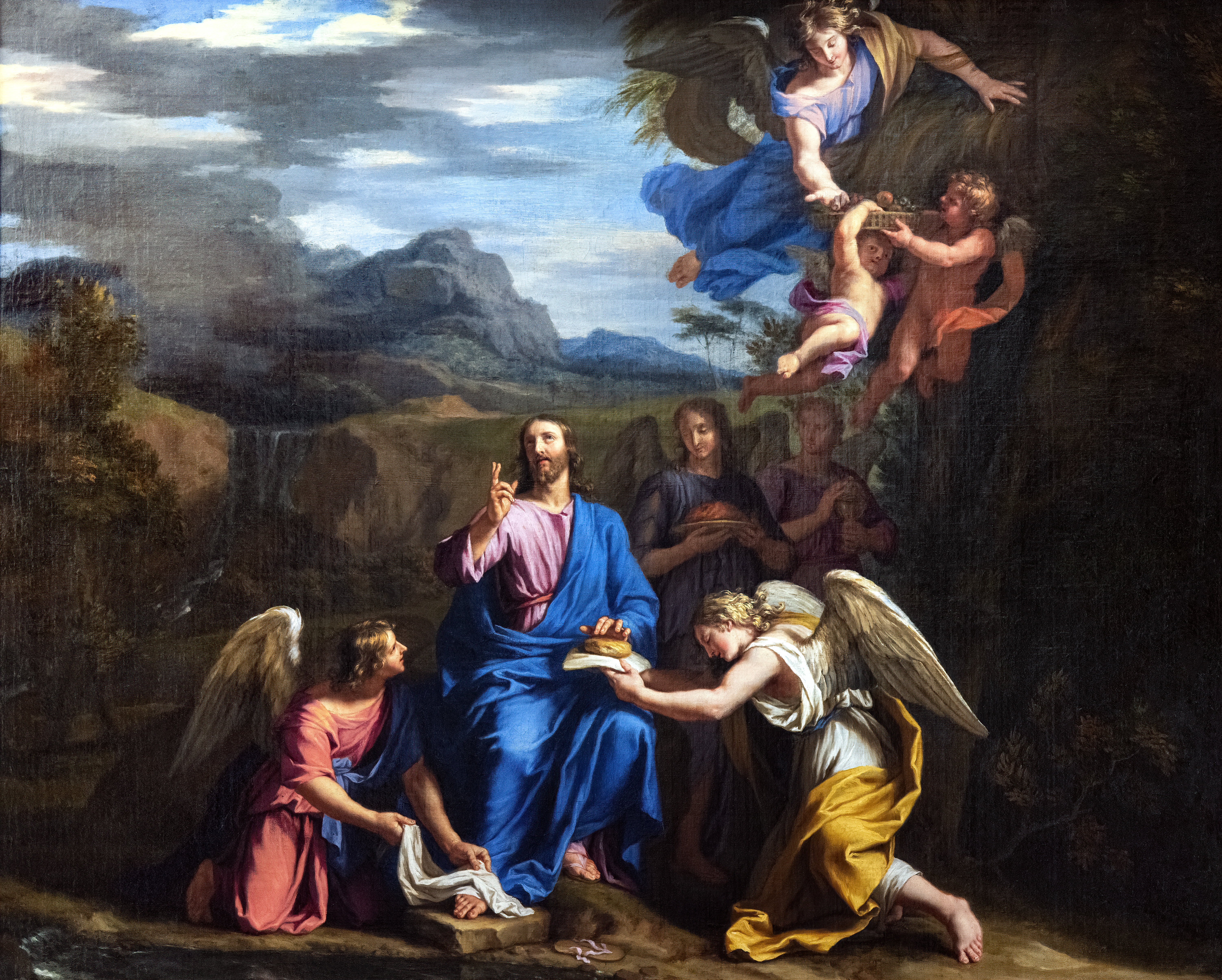
Le Christ au désert servi par les anges - Collection Motais de Narbonne

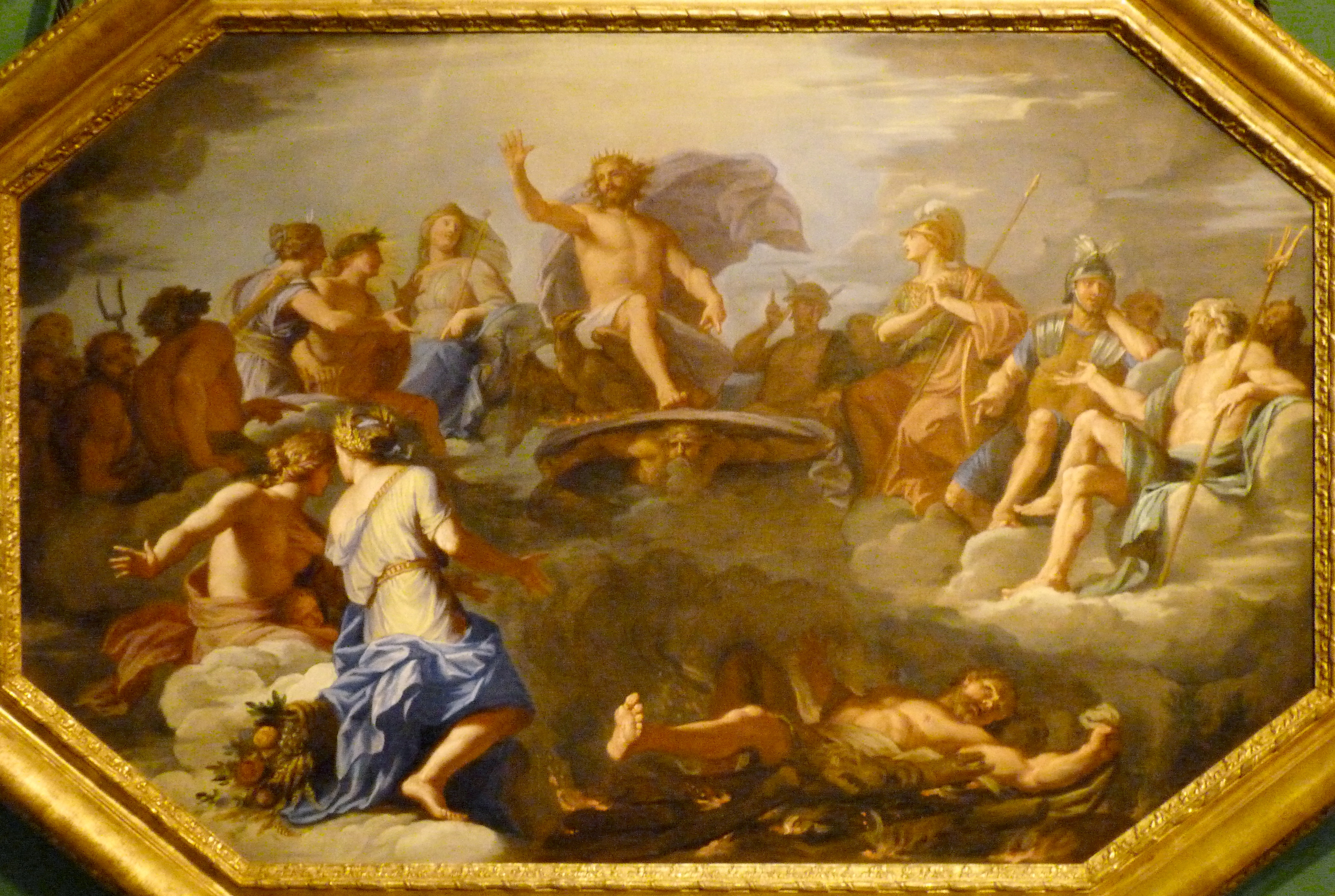
Hercule se donnant la mort sur le bûcher du mont Œta en présence de Jupiter et des douze grands dieux de l'Olympe (vers 1671), esquisse pour un plafond du palais des Tuileries. Château de Parentignat, collection particulière.

À partir de 1674 il participe aux décors du château de Versailles, notamment dans le salon de Mercure et l'oratoire de la reine. Parallèlement, Jean-Baptiste de Champaigne est connu et apprécié en tant que peintre religieux et reçoit à ce titre d'importantes commandes de tableaux d'autels, comme La Lapidation de saint Paul à Lystres, May de 1667, réalisé pour Notre-Dame de Paris, aujourd'hui au musée des beaux-arts de Marseille.

## Conférences à l'Académie royale de peinture et de sculpture

La Peste à Asdod
Nicolas Poussin (musée du Louvre)

Jean-Baptiste de Champaigne a prononcé plusieurs conférences à l'Académie :
- le 1er mars 1670, « M. de Champaigne le neveu sur le tableau de M. Poussin représentant La Peste chez les Philistins pour avoir pris l'Arche d'Alliance », dans Conférences inédites de l'Académie Royale de Peinture et de Sculpture, p. 112-118 (lire en ligne)
- le 2 mai 1671, « M. de Champaigne le neveu sur la saison de l'Été du Poussin, sous le voile de l'Histoire de Ruth suppliant Booz de pouvoir glaner dans son champ », dans Conférences inédites de l'Académie Royale de Peinture et de Sculpture, p. 119-123 (lire en ligne)
- le 27 décembre 1671, « M. de Champaigne le neveu », dans Conférences inédites de l'Académie Royale de Peinture et de Sculpture, p. 27-28 (lire en ligne)
- le 9 janvier 1672, « M. de Champaigne le neveu contre le discours fait par M. Blanchard sur le mérite de la couleur », dans Conférences inédites de l'Académie Royale de Peinture et de Sculpture, p. 29-34 (lire en ligne)
- le 3 mars 1674, « M. de Champaigne le neveu sur es Bacchanales du Poussin », dans Conférences inédites de l'Académie Royale de Peinture et de Sculpture, p. 124-126 (lire en ligne)
- le 3 octobre 1676, « M. de Champaigne le neveu sur les Pélerins d'Emmaüs du Titien », dans Conférences inédites de l'Académie Royale de Peinture et de Sculpture, p. 127-135 (lire en ligne)
- le 11 avril 1677, « M. de Champaigne le neveu sur la Madeleine du Guide », dans Conférences inédites de l'Académie Royale de Peinture et de Sculpture, p. 136-143 (lire en ligne)